# سسنا ۲۱۰
سسنا ۲۱۰ (به انگلیسی: Cessna 210) یک هواگرد ساختِ کارخانهٔ سسنا در کشور ایالات متحده آمریکا است که در سال ۱۹۵۷-۱۹۸۶ ساخته شد. این هواگرد برای نخستین بار در ۱ ژانویه ۱۹۵۷ میلادی مورد استفاده قرار گرفت.